# عباس پالیزدار
عباس پالیزدار (زادهٔ ۱۰ شهریور ۱۳۴۷) عضو هیئت تحقیق و تفحص مجلس هفتم از قوهٔ قضائیه بود. این کمیته به عنوان بخشی از کمیسیون اصل ۹۰، مسئولیت رسیدگی به پرونده‌های فساد دولتی و پیگیری روند بررسی آنها در قوه قضائیه را بر عهده داشت. مشارکت پالیزدار در این تحقیقات دو ساله در نهایت با دستگیری او در خرداد ۱۳۸۷ پایان یافت.

## زندگی شخصی
عباس پالیزدار جانباز ۴۵٪ است. پس از تشکیک عده‌ای در جانباز بودن وی مدارک مربوط در رسانه‌ها منتشر گردیدند.

## فعالیت‌ها

### سخنرانی جنجالی
او در ۱۴ اردیبهشت ۱۳۸۷ طی سخنانی، برای نخستین بار با اشاره به نام و جزئیات، در دانشگاه‌های کشور خصوصاً دانشگاه بوعلی سینای همدان مقامات بلندپایه و سران جمهوری اسلامی ایران را متهم به فساد مالی کرد. وی همچنین گفت که سقوط هواپیمای حامل رحمان دادمان (وزیر راه و ترابری) در دولت خاتمی، نیز عمدی بوده است.

#### دستگیری
پالیزدار ۲۱ خرداد ۱۳۸۷ و در شرایطی که سخنرانی در دانشگاه بوعلی سینا همدان جنجال ایجاد کرده بود به اتهاماتی از جمله: سوء استفاده مالی، افترا، نشر اکاذیب به قصد تشویش اذهان عمومی و پخش شایعه بازداشت شد. وی در سخنرانی مذکور اتهام‌هایی متوجه افراد تراز اول نظام جمهوری اسلامی کرده بود. حکم بازداشت وی را شعبه دوم بازپرسی در دادسرای کارکنان دولت صادر کرد. با این‌که سخنرانی عباس پالیزدار چهاردهم اردیبهشت ۱۳۸۷ ایراد شده بود، حکم بازداشت او حدود یک هفته پس از انتشار ویدئوی سخنرانی‌اش در سایت‌های اینترنتی صادر شد. وی چهارشنبه ۲۲ خرداد ۱۳۸۷ با احضار به شعبه میدان ارگ دادسرای کارکنان دولت، با قرار بازداشت مواجه و روانه زندان شد. در پی دستگیری او، ۱۳ نفر دیگر از افراد فعال و مرتبط با پروندهٔ تحقیق و تفحص مجلس، از جمله فاطمه آجرلو نیز دستگیر شده یا جهت انجام بازجویی، فراخوانده شدند. پالیزدار پیش از دستگیری در مصاحبه‌ای با رادیوفردا اعلام کرده بود که فساد ۴۴ نفر از روحانیون حکومتی و مسؤولین بلندپایهٔ کشوری، احراز شده است. همچنین یک منبع ناشناس در وزارت اطلاعات، طی مصاحبه‌ای با خبرگزاری انتخاب، اعلام کرد که پالیزدار برای انجام تحقیق و تفحص مجلس، به بیش از صد پروندهٔ فساد کلان در رده‌های بالای حکومت، دسترسی داشته است. پالیزدار پس از دو سال تحقیق و بررسی فساد مقامات جمهوری اسلامی، پرونده‌ای ۲۰۰ صفحه‌ای را به مجلس ارائه داد اما این پروند هرگز در مجلس و قوه‌قضاییه، مورد بررسی شفاف قرار نگرفته و به‌طور رسمی منتشر نشدند. اما این پرونده‌ها، چند ماه بعد و با درز اطلاعات، توسط رسانه‌های خارج از ایران، منتشر شدند.

#### واکنش مقامات ارشد نظام
در روز ۱۵ تیر ۱۳۸۷ عبدالله جاسبی رئیس وقت دانشگاه آزاد اسلامی و عضو شورای عالی انقلاب فرهنگی در یک سخنرانی در استان کرمان با اشاره به موج جدید تخریب شخصیت‌ها و سیاه‌نمایی دستاوردهای نظام توسط برخی افراد و گروه‌ها گفت:
افرادی امثال پالیزدار که با هدف ایجاد موج یاس و بدبینی، شخصیت‌های ارزنده نظام را تخریب می‌کنند، نسل دوم منافقین هستند. … در حال حاضر به مانند اجرای طرح اراذل و اوباش که توسط نیروی انتظامی به صورت موفقیت‌آمیزی انجام شد باید طرح مبارزه با اراذل و اوباش سیاسی که عمده فعالیتشان تخریب و ایراد اتهام است در دستور کار قرار گیرد و به صورت فراگیر اجرا شود.

#### محاکمه
اولین جلسه محاکمه عباس پالیزدار در تاریخ ۱۷ اسفند ۱۳۸۷ در دادگاه غیر علنی برگزار شد. وکالت او را رمضان حاجی مشهدی بر عهده داشت. اتهام‌های پالیزدار سوء استفاده مالی، افتراء، نشر اکاذیب به قصد تشویش اذهان عمومی و پخش شایعه عنوان شده است. وی به ده سال زندان محکوم گردید.

#### آزادی موقت
در ۲۰ تیر ۱۳۸۸ پالیزدار پس از سیزده ماه زندان در حالی که حکم ده سال زندان را از دادگاه اولیه دریافت نموده بود با سپردن ۳۵۰ میلیون تومان وثیقه تا زمان صدور حکم نهایی توسط دادگاه تجدید نظر از زندان آزاد شد.
رسانه‌ها در مهر ۱۳۹۰ مدعی فرار وی شدند اما وی در مصاحبه با روزنامه اعتماد گفت که برای درمان به شهرستان رفته است.

#### بازداشت در مهر ۱۳۹۰
یک مقام قضایی در دادسرای عمومی و انقلاب تهران از بازداشت عباس پالیزدار و معرفی وی به زندان خبر داد براساس گزارش ایسنا، این مقام قضایی که به نام وی اشاره‌ای نشده، گفته است: شامگاه دوشنبه ۲۵ مهر ۱۳۹۰، عباس پالیزدار دستگیر و برای اجرای حکم به زندان معرفی شد.

### افشاگری‌ها

#### مفاسد اقتصادی هاشمی رفسنجانی و خانواده
پالیزدار به آنچه که «مفاسد اقتصادی آقای هاشمی رفسنجانی و خانواده اش» نامید، اینگونه اشاره می‌کند: آن قدر مفاسد اقتصادی این خانواده زیاد است که اصلاً قابل گفتن نیست. اما یکی از مفاسد اقتصادی این خانواده که میلیاردها دلار از محل عدم پرداخت عوارض به دولت را بالا کشیدند، واردات خودروی دوو بود.

##### عذر خواهی از هاشمی رفسنجانی
وی در خرداد ۱۳۸۸ طی نامه‌ای مهم به هاشمی رفسنجانی ضمن پس گرفتن ادعاهای خود از وی عذرخواهی کرد. در این نامه آمده است: در ۱۲۴ پرونده مورد بررسی تحقیق و تفحص مجلس هیچ پرونده‌ای از حضرتعالی و فرزندان شما نبود و در گزارش تحقیق و تفحص هم مدعی وجود پرونده علیه شما نشده‌ام. پیشاپیش از صبر و بزرگواری شما که در طول این یکسال هیچ شکایتی از اینجانب ننموده‌اید تشکر می‌کنم، علی‌رغم این که تنها کسی که محق بر شکایت بود شما بودید.